# Euriphene languida
Euriphene languida är en fjärilsart som beskrevs av Schultze 1920. Euriphene languida ingår i släktet Euriphene och familjen praktfjärilar. Inga underarter finns listade i Catalogue of Life.